# Naqib al-ashraf
Naqīb al-ashrāf (pl. nuqabāʾ) è un'espressione araba usata per indicare un ruolo governativo e onorifico di varie realtà statuali del mondo islamico, attribuita al principale esponente, o supervisore, dei discendenti del profeta Maometto. I discendenti di Muḥammad sono noti come  Ashrāf e nella storia islamica essi si sono organizzati in ampi gruppi o corporazioni, sui vari territori del mondo musulmano. Ciò avvenne per assicurare loro un posto speciale nelle società islamiche e mantenere i loro privilegi onorifici e sociopolitici.
Tale figura fu istituita all'epoca del Sultanato mamelucco  del Cairo e fu mantenuta dall'Impero ottomano dopo la conquista del 1517. Durante l'età ottomana, esisteva un Naqīb al-Ashrāf imperiale che nominava i provinciali e subordinati Nuqabāʾ al-Ashrāf. Le nomine erano rinnovate su base annuale. L'incarico ufficiale del Naqīb al-Ashrāf era quello di tenere aggiornati gli elenchi degli Ashrāf e di distribuire ai Nuqabāʾ al-Ashrāf provinciali i beni e i fondi necessari per amministrare le questioni degli Ashrāf nelle loro rispettive giurisdizioni.
Agli Ashrāf nell'Impero ottomano erano accordati privilegi speciali, che comprendevano l'inviolabilità personale, le esenzioni da alcune imposte e l'immunità giuridica. In caso di un'azione legale contro un membro degli Ashrāf, il Naqīb al-Ashrāf sarebbe intervenuto e avrebbe giudicato la pretesa avanzata dal denunciante.
Il Naqīb al-Ashrāf imperiale, essendo egli stesso uno Sharīf, era residente nella capitale ottomana di Istanbul e svolgeva un ruolo significativo nel cerimoniale di corte a Istanbul.

## Era ottomana

### Aleppo
Ad Aleppo, gli Ashrāf svolsero un ruolo più significativo negli affari della città rispetto a tutto il resto dell'Impero ottomano, comprese Il Cairo e Damasco, in quanto i Nuqabāʾ al-Ashrāf erano economicamente abbienti. In un certo periodo, nel corso del dominio ottomano,  gli Ashrāf ad Aleppo costituivano all'incirca l'85% delle famiglie più importanti della città, non solo per la significativa e tradizionale presenza di famiglie di Ashrāf ma per il gran numero di matrimoni tra Ashrāf e non-Ashrāf.
Per buona parte del XVII secolo, l'ufficio di Naqīb al-Ashrāf fu tenuto dalla famiglia Zuhrāwī, che era strettamente associata alla Shi'a. La famiglia Ṭāhā occupò il posto per gran parte del XVIII secolo, ma alla fine del secolo e agli inizi di quello successivo, il loro dominio dell'incarico fu frequentemente interrotto dai membri della famiglia al-Jābirī, al-Kawākibī, al-Trāblusī, al-Qudsī, al-ʿĀdilī e da altre famiglie.

### Damasco
A Damasco, l'ufficio di Naqīb al-Ashrāf era il più prestigioso incarico urbano, anche rispetto a quello di Khaṭīb delle più importanti moschee. Tuttavia questo prestigio non si traduceva necessariamente in una rilevante influenza politica. A seguito delle riforme modernizzatrici delle cosiddette Tanzimat, il posto di Naqīb al-Ashrāf perse notevole influenza, sebbene un posto per il Naqīb damasceno fosse riservato in senso al nuovo Consiglio Amministrativo della provincia di Damasco, il più alto organo politico nel Vilayet di Damasco.
Le due famiglie locali di Ashrāf, gli al-ʿAjlānī e gli Ḥamza, competerono per il posto a Damasco per buona parte del XVIII e del XIX secolo. Il loro servizio, in quanto Nuqabāʾ u occasionalmente interrotto da altre famiglie di Ashrāf, specialmente gli al-Kaylānī e gli al-Hasībī. Nuqabāʾ sciiti o sunniti furono associati in cittadine minori del Vilayet di Damasco, come gli appartenenti della famiglia Murtaḍā a Baalbek. I Nuqabāʾ dei Murtaḍā non erano esplicitamente seguaci dell'Islam sciita, malgrado il sospetto di una loro contiguità alla Shīʿa fosse la ragione per cui nessuno di loro ricevette il posto di Naqīb al-Ashrāf nella Damasco a netta prevalenza sunnita.

### Egitto
In Egitto gli Ottomani nominarono logicamente da Istanbul un Naqīb al-Ashrāf provinciale. Ciò cambiò a metà del XVIII secolo, quando Muḥammad Abū Hādī, un membro del Cairo - che lavorava presso la famiglia di Ashrāf al-Sadāt al-Wafāʾiyya - venne nominato per quel posto. Membri della famiglia al-Sadāt continuarono a servire come Nuqabāʾ al-Ashrāf in Egitto fin quando furono rimpiazzati nel 1763 da un'altra famiglia cairota di Ashrāf, gli al-Bakrī. Il primo componente di quella famiglia a occupare il posto fu Muḥammad ibn Aḥmad al-Bakrī. Da allora gli al-Sadāt e gli al-Bakrī competerono per l'ufficio, sebbene questi ultimi occupassero massicciamente il posto fino ai primi del XX secolo.
Come tutti gli altri Nuqabāʾ al-Ashrāf provinciali, ai Naqīb era imposto l'obbligo di versare una somma pesante alle autorità di Istanbul. Il ruolo del Naqīb al-Ashrāf in Egitto includeva anche la partecipazione a numerose cerimonie, come la processione della kiswa prima che la carovana del maḥmal lasciasse Il Cairo per La Mecca. Il Naqīb al-Ashrāf spesso prendeva parte alle attività di edilizia religiosa, come l'edificazione di moschee e di logge sufi.

### Gerusalemme
A Gerusalemme, la famiglia al-Ḥusaynī occupò il posto durante il periodo ottomano.